# ویلیام بورلی
ویلیام بورلی (William Beverley) (۱۶۹۶ – ۱۷۵۶ میلادی)، قانون‌گذار، کارمند دولت، مزرعه‌دار و زمین‌دار قرن هجدهم میلادی در مستعمره ویرجینیا بود. بورلی که متولد ویرجینیا بود –پسر مزرعه‌دار و مورخ رابرت بورلی جونیور (حدود ۱۶۶۷ – ۱۷۲۲ میلادی) و همسرش ارسولا بایرد بورلی (۱۶۸۱–۱۶۹۸)– از نظر قرابت خونی به دو خانواده مهم ویرجینیا نسبت داشت. او برادرزاده پیتر بورلی (۱۶۶۸ – ۱۷۲۸ میلادی)، رئیس مجلس ایالتی ویرجینیا و نوه مزرعه‌دار ثروتمند ویرجینیا ویلیام بایرد یکم (۱۶۵۲ – ۱۷۰۴ میلادی) از مزرعه وستور بود. مادر بورلی مدت کوتاهی قبل از ۱۷امین زاد روز خود (زمانی که بورلی کودک نوپا بود) وفات کرد و بورلی به انگلستان فرستاده شد.
پس از اتمام تحصیلات خود در انگلستان، وی حرفه عمومی خود را به عنوان منشی دادگاه شهرستان اسکس (۱۷۱۶ – ۱۷۴۵ میلادی) آغاز نموده و همچنین از شهرستان اورنج (۱۷۳۶ – ۱۷۳۸ میلادی) و شهرستان اسکس (۱۷۴۲ – ۱۷۴۹ میلادی) در مجلس ایالتی ویرجینیا [پیش از انقلاب] نمایندگی کرد. بورلی در ۱۷۵۰ میلادی در شورای فرماندار ویرجینیا نیز خدمت کرد.
پس از مرگ پدرش در ۱۷۲۲ میلادی، او میراث هنگفتی در سراسر ویرجینیا به ارث برد و از آنها درآمدهای چون عایدات تولید تنباکو و کرایه ۱۱۹ مستأجر به‌دست می‌آورد. مجتمعی که وی در مساحت ۱۱۸٬۹۴۱ آکر (۴۸۱٫۳۴ کیلومتر مربع) به‌نام بورلی مانور تراکت در شهرستان امروزی آگاستا داشت، دیگران را نیز تشویق نمود تا زیستگاه‌ها را بیشتر به سمت غرب در رشته‌کوه‌های بلو ریج توسعه دهند. توماس فیرفاکس، ششمین لرد فیرفاکس کامرون به بورلی مأموریت سپرد تا در یک سفر اکتشافی با پیتر جفرسون برود و خط فیرفاکس را در گردنه شمالی مستعمره (Northern Neck Proprietary) ایجاد نماید.

## اوایل زندگی و تحصیلات
بورلی در ۱۶۹۶ میلادی متولد شد و تنها فرزند رابرت بورلی جونیور (حدود ۱۶۶۷ – ۱۷۲۲ میلادی) و همسرش ارسولا بایرد بورلی (۱۶۸۱ – ۱۶۹۸ میلادی) بود. رابرت بورلی جونیور از مزرعه بورلی پارک در شهرستان پادشاه و ملکه، یک مزرعه‌دار ثروتمند بود که در سفر اکتشافی «شوالیه‌های دارای اسب‌های نعل-طلایی» شرکت داشت و نخستین مورخ ویرجینیای استعماری بود که در ویرجینیا به‌دنیا آمده بود؛ او کتاب تاریخ ایالت فعلی ویرجینیا را در ۱۷۰۵ میلادی نوشت که نخستین کتاب تاریخ ویرجینیا دانسته می‌شود. عمومی ویلیام بورلی، پیتر (۱۶۶۸ – ۱۷۲۸ میلادی) رئیس مجلس ایالتی ویرجینیا بود. مادر وی که دختر ویلیام بایرد یکم (۱۶۵۲ – ۱۷۰۴ میلادی) و مری هورسماندن بایرد اهل مزرعه وستور بود، از روی محبت توسط خانواده‌اش به‌نام «دیوانه کوچک» یاد می‌شد. مادر وی مدت کوتاهی قبل از ۱۷امین زاد روز خود در ۳۱ اکتبر ۱۶۹۸ وفات کرد و در جیمزتاون به خاک سپرده شد. از طریق مادربزرگ پدری خود مارگارت بوید بورلی، ویلیام بورلی فرزند نوه نجیب‌زاده اسکاتلندی جیمز بوید، لرد بوید نهم بود (متوفی ۱۶۵۴). پس از مرگ مادرش، بورلی به انگلستان فرستاده شد و در آنجا آموزش دید.

## حرفه سیاسی
پس از اتمام تحصیلات در انگلستان، بورلی به ویرجینیا بازگشت نموده و حرفه عمومی خود را آغاز کرد. او برای ۲۹ سال (۱۷۱۶ – ۱۷۴۵ میلادی) منشی دادگاه شهرستان اسکس بود و در این زمان نخستین ساختمان دادگاه شهرستان اسکس در خانه بورلی به‌نام بلاندفیلد بود. بورلی همچنین از ۱۷۲۰ تا ۱۷۴۰ میلادی، قاضی شهرستان اسکس بود. او عضو مجلس ایالتی ویرجینیا در ویلیامزبرگ بود و از شهرستان اورنج (۱۷۳۶ – ۱۷۳۸ میلادی) و شهرستان اسکس (۱۷۴۲ – ۱۷۴۹ میلادی) نمایندگی می‌کرد. در جریان نخستین دوره خدمت به عنوان نماینده شهرستان اورنج، بورلی با رابرت گرین خدمت می‌کرد. او تا ۱۷۴۷ میلادی با جیمز گانیت از شهرستان اسکس نمایندگی می‌کرد و پس از آن تا ۱۷۴۹ میلادی با ویلیام دینجرفیلد خدمت کرد. انتصاب بورلی در ۱۷۴۱ میلادی به عنوان ستوان و مسئول شبه‌نظامیان شهرستان آگاستا، در ۳ نوامبر ۱۷۴۱ میلادی توسط دادگاه شهرستان اورنج تأیید شد. در ۱۷۵۰ میلادی، وی در شورای فرماندار ویرجینیا، شورای که به عنوان مجلس علیای قانون‌گذاری مستعمره ویرجینیا عمل می‌کرد، انتخاب گردیده و جایگزین جان کاستیس چهارم (پدر شوهر مارتا دندریج کاستیس) شد. انتصاب بورلی در شورای فرماندار، آرزوی را برآورده ساخت که پدرش نتوانسته بود به آن دست یابد.

## فعالیت‌های کشاورزی و مالکیت زمین
بورلی پس از مرگ پدر خود در ۱۷۲۲ میلادی، ملک بزرگی را به ارث برد و پس از آن به سفته‌بازی در زمین ادامه داد. او از تولید تنباکو و کرایه دهقانان اجاره‌ای درآمد به‌دست می‌آورد. هرچند تا ۱۷۴۵ میلادی، زمین‌های بورلی ۵۷ بشکه (حدود ۲۶٬۰۰۰ کیلوگرام) تنباکو تولید کرد، اما عاید ۱۱۹ دهقان اجاره‌ای وی در شهرستان‌های کارولین، کالپپر، اورنج و پادشاه و ملکه به مراتب سودآور تر بود.
بورلی پس از اینکه در حوالی ۱۷۲۵ میلادی با الیزابت بلاند ازدواج نمود در بلاندفیلد زندگی می‌کرد، قطعه زمینی به مساحت ۳٬۴۵۰ آکر (۱۴٫۰ کیلومتر مربع)، واقع در امتداد رودخانه راپاهانوک در حوزه اسقفی سنت آن در شهرستان اسکس که پس از نام خانوادگی همسرش آنرا نام‌گذاری نموده بود. بلاندفیلد به عنوان بخشی از قطعه زمین ۱۰۰٬۰۰۰ آکر (۴۰۰ کیلومتر مربع)، از طریق حق انحصاری به پدربزرگ وی رابرت بورلی سینیور در ۱۶۸۳ میلادی اعطاء گردیده بود. ساخت و ساز نخستین عمارت بورلی در بلاندفیلد که به سبک جورجیا بود (و حالا دیگر وجود ندارد) احتمالاً در حدود ۱۷۵۰ میلادی آغاز گردید. بلاندفیلد دارای اسکله‌های بود که روی رود راپاهانوک تأسیس شده بود و از آن برای حمل و نقل محموله تنباکوی مزرعه به سراسر اقیانوس‌اطلس استفاده می‌شد.
علاوه بر کشاورزی و اجاره زمین، بورلی درآمدهای دیگری از فروش زمین در ویرجینیای غربی نیز به‌دست می‌آورد. سهل شدن قوانین سختگیرانه زمین از سوی حکومت استعماری ویرجینیا، به وی این امکان را داد تا بنابر شرایط خود با کسانی که در زمین‌های او ساکن می‌شوند، قرارداد ببند و او در نخست فروش زمین‌های را در دره شناندوآه آغاز کرد. در ۶ سپتامبر ۱۷۳۶، بورلی، جان و ریچارد راندولف و جان رابنسون، از سوی تاج و تخت بریتانیا قطعه زمینی به مساحت ۱۱۸٬۹۴۱ (۴۸۱٫۳۴ کیلومتر مربع) در منطقه سرآب رودخانه ساوت فورک شناندوآه در شهرستان امروزی آگاستا، به‌طور انحصاری دریافت کردند. در ۱۶ سپتامبر، راندولف‌ها و رابنسون مالکیت کامل این قطعه زمین را به بورلی انتقال دادند و او برنامه نقشه‌برداری و فروش آنرا ترتیب داد؛ این قطعه زمین که به بورلی مانور معروف گردید، باعث شد تا توسعه مسکن به‌سوی غرب رشته‌کوه‌های بلو ریج تشویق گردد. او جیمز پاتون، ملوان یک کشتی از الوستر را موظف نمود تا مهاجرین ایرلندی و اسکاتلندی-ایرلندی را استخدام نماید تا آنها زمین‌های شهرستان آگاستای وی را خریداری نموده و در آنجا ساکن شوند. در ۸ اوت ۱۷۳۷، بورلی به پاتون نوشت، «من خیلی خرسند خواهم شد، اگر شما بتوانید تعداد کافی خانواده‌ها را وارد کنید تا این زمین‌ها را به قیمت مناسب از دست ما بگیرند، هرچند برخی‌ها خانواده‌های از پنسیلوانیا را ذکر می‌کنند، اما خانواده‌های از ایرلند هم عیبی ندارد». در ۱۷۳۸ میلادی، او به جان لوئیس اهل ایرلند شمالی، پدر توماس لوئیس، صلاحیت داد تا زمین وی در شهرستان آگاستا را نشان داده و به فروش برساند، وی همچنین ده سال بعد زمینی را در استنتون برای ساخت ساختمان شهرستان آگاستا اهدا کرد.
در ۱۷۴۳ میلادی، بورلی درخواست نمود تا یک قطعه زمین اعطایی به مساحت ۲۰٬۰۰۰ آکر (۸۱ کیلومتر مربع) واقع در گردنه شمالی مستعمره (Northern Neck Proprietary) در میان رودهای شناندوآه و ساوت برانچ پوتوماک، از توماس فیرفاکس، ششمین لرد فیرفاکس کامرون دریافت نماید، وی برنامه داشت تا در این زمین اسب و چهارپا پرورش داده و زمین واقع در گردنه شمالی را میان مستاجران توزیع نماید. او و دیگران از جمله جان رابنسون و پدر وی (که نیز، جان نام داشت) مقدار ۱۰۰٬۰۰۰ آکر (۴۰۰ کیلومتر مربع) زمین را در ۱۷۴۵ میلادی در رود گرینبرایر به هدف سفته‌بازی و مسکن سازی خریداری نمودند. فروشات زمین بورلی در ۱۷۴۴ میلادی به‌طور کل ۴۲٬۱۱۹ آکر (۱۷۰٫۴۵ کیلومتر مربع) زمین شده و در زمان مرگ خود در ۱۷۵۶ میلادی، او ۸۰٬۴۵۵ آکر (۳۲۵٫۵۹ کیلومتر مربع) زمین به فروش رسانده و ۲٬۶۴۷ پوند سود به‌دست آورده بود.
طبق وصیت‌نامه ۱۷۵۶ وی، بورلی در شهرستان‌های اسکس، جزیره وایت، پادشاه و ملکه و پرنس ویلیام زمین داشت؛ ۱۴٬۱۷۴ آکر (۵۷٫۳۶ کیلومتر مربع) در شهرستان کارولین، از جمله مالکیت‌های پومازینو و بورلی چاس و قطعات زمین در پورت رویال؛ یک قطعه زمین به مساحت ۴٬۰۰۰ آکر (۱۶ کیلومتر مربع) که معروف به ایلکوود بود در شهرستان کالپپر و چندین قطعه زمین دیگر در شهرک‌های فالوث و فردریکزبرگ. طبق مورخ ترک مک‌کلسکی، زمین‌های بخششی به بورلی از طریق شورای فرماندار به نمایندگی از تاج و تخت بریتانیا، «بازتابی بود از اینکه شورای فرمانداری هم از ارتباطات وی با افراد نخبه و هم از توانایی‌های رهبری که از خود نشان داده بود، قدردانی نمود».

## فعالیت‌های تجاری
بورلی مالک میکده‌ای در ساختمان بخشداری شهرستان کارولین بود و آنرا مدیریت می‌کرد، او همچنین با هند غربی تجارت داشت. او در ۱۷۳۹ میلادی به یک بازرگان اهل باربادوس نوشت، «من در وضعیت خوبی قرار دارم و می‌توانم سیاه‌پوست، نوشیدنی رم، شکر و ملاس (شیره قند) بفروشم [همین‌طور نوشته شده‌است]». بورلی در ورجینیا نمک باربادوسی می‌فروخت و ذرت را از ویرجینیا به باربادوس می‌فرستاد. یک موجودی جزئی از ملک وی در ۱۷۴۵ میلادی شامل ۶۵ برده از چهار مزرعه، چهارپا، خوک، گوسفند و اسب بود. در ۱۷۶۳ میلادی، پسر بورلی به‌نام رابرت گزارش داد که ملک پدر وی «حدود ۱۸۰ پوند، پس از کسر تمامی هزینه‌های مزرعه» مفاد به‌دست‌آورد.

## سفر اکتشافی خط فیرفاکس
در ۱۷۴۶ میلادی، به بورلی از سوی توماس فیرفاکس، لرد فیرفاکس ششم کامرون وظیفه سپرده شد تا به نمایندگی از وی در یک سفر اکتشافی با پیتر جفرسون (پدر توماس جفرسون) در ویرجینیای غربی شرکت نموده و خط فیرفاکس در گردنه شمالی مستعمره (Northern Neck Proprietary) را نشانی نماید، همچنین از کار جفرسون و دیگر نقشه‌برادرها نظارت به عمل آورد. سال بعدی، او و سایر شرکت‌کنندگان در سفر اکتشافی خط فیرفاکس دوباره در مزرعه توکاهوی جفرسون گردهم آمدند تا نقشه گردنه شمالی مستعمره را ترتیب دهند (نقشه‌ای که به نقشه فرای-جفرسون معروف شد).

## زندگی شخصی و خانواده
بورلی در حدود ۱۷۲۵ میلادی با الیزابت بلاند (متولد ۲۶ مه ۱۷۰۶) ازدواج کرد. الیزابت دختر ریچارد بلاند و الیزابت راندولف بلاند اهل جوردون پاینت و خواهر دولت‌مرد ریچارد بلاند بود. بورلی و همسر وی چهار فرزند داشتند: یک پسر و چهار دختر – رابرد بورلی (۱۷۴۰ – ۱۸۰۰ میلادی)، الیزابت بورلی میلز، ارسولا بورلی فیتزهاگ و آن بورلی. بورلی به‌طور فعال در آموزش فرزندان خود سهم داشت و در ۱۷۵۰ میلادی به انگلستان سفر کرد تا پسر خود، خواهرزاده‌اش رابرت منفورد سوم و یک مرد جوان دیگر را در مدرسه دستور زبان ویکفیلد وارد نماید.
سه فرزند بورلی ازدواج کردند و همسران آنها از خانواده‌های مهم ویرجینیا بود. رابرت با ماریا کارتر، دختر لاندون کارتر و ماریا بیرد کارتر اهل سابین هال، شهرستان ریچموند، ازدواج کرد. الیزابت با جیمز میلز که در هابز هول تاجر بود و ارسولا با ویلیام فیتزهاگ ازدواج کردند. آن تا زمان مرگ بورلی در ۱۷۵۶ میلادی، هنوز ازدواج نکرده بود.

## کتابشناسی
- Bain, Robert; Flora, Joseph M.; Rubin, Louis Decimus, eds. (1979). Southern Writers: A Biographical Dictionary. Baton Rouge, Louisiana: Louisiana State University Press. ISBN 978-0-8071-0390-6. OCLC 4492764 – via Internet Archive.
- Beverley, William (January 1928). "Diary of William Beverley of "Blandfield" during a Visit to England, 1750". The Virginia Magazine of History and Biography. Richmond, Virginia: Virginia Historical Society. 36 (1): 27–35. JSTOR 4244181.
- Beverley, William (July 1914). "Will of William Beverley, 1756". The Virginia Magazine of History and Biography. Richmond, Virginia: Virginia Historical Society. 22 (3): 297–301. JSTOR 4243366.
- Byrd, William (October 1916). "Letters of William Byrd, First (Continued)". The Virginia Magazine of History and Biography. Richmond, Virginia: Virginia Historical Society. 24 (4): 350–360. JSTOR 4243546.
- Evans, Emory G. (2009). A "Topping People": The Rise and Decline of Virginia's Old Political Elite, 1680–1790. Charlottesville, Virginia: University of Virginia Press. ISBN 978-0-8139-3037-4. OCLC 263497804. Archived from the original on 2016-04-21 – via Google Books.
- Glanville, Jim; Mays, Ryan (November 2010). "William Beverley, James Patton, and the Settling of the Shenandoah Valley" (PDF). Essex County Museum and Historical Society Bulletin. Tappahannock, Virginia: Essex County Museum and Historical Society. 55: 1–5. Archived from the original (PDF) on June 3, 2011. Retrieved October 5, 2015.
- Gordon-Reed, Annette (1998). Thomas Jefferson and Sally Hemings: An American Controversy. Charlottesville, Virginia: University of Virginia Press. ISBN 978-0-8139-3356-6. OCLC 35192332. Archived from the original on 2015-03-17 – via Google Books.
- Gwathmey, John Hastings (1979). Twelve Virginia Counties: Where the Western Migration Began. Baltimore: Genealogical Publishing Company, Inc. ISBN 978-0-8063-0861-6. OCLC 5777452 – via Internet Archive.
- Hunter, Joseph (1895).  John William Clay (ed.). Familiae Minorum Gentium, Volume II. London: Harleian Society. OCLC 61398975. Archived from the original on 2016-04-17 – via Google Books.
- McCleskey, Turk (July 1990). "Rich Land, Poor Prospects: Real Estate and the Formation of a Social Elite in Augusta County, Virginia, 1738–1770". The Virginia Magazine of History and Biography. Richmond, Virginia: Virginia Historical Society. 98 (3): 449–486. JSTOR 4249164.
- Mulkearn, Lois, ed. (1954). George Mercer Papers: Relating to the Ohio Company of Virginia. Pittsburgh: University of Pittsburgh Press. ISBN 978-0-8229-7536-6. OCLC 772510698. Archived from the original on 2016-04-04 – via Google Books.
- Nelson, John Kendall (2003). Blessed Company: Parishes, Parsons, and Parishioners in Anglican Virginia, 1690-1776: Parishes, Parsons, and Parishioners in Anglican Virginia, 1690-1776. Chapel Hill, North Carolina: University of North Carolina Press. ISBN 978-0-8078-7510-0. OCLC 52183660. Archived from the original on 2016-04-16 – via Google Books.
- Osborn, Richard (2007). "William Preston: Origins of a Backcountry Political Career". Journal of Backcountry Studies. Greensboro, North Carolina: University of North Carolina at Greensboro. Archived from the original on March 4, 2016. Retrieved October 5, 2015.
- Southern Churchman Company (1908). Colonial Churches in the Original Colony of Virginia: A Series of Sketches by Especially Qualified Writers. Richmond, Virginia: Southern Churchman Company. OCLC 1397138. Archived from the original on 2016-04-14 – via Google Books.
- Stanard, W. G. (January 1896). "Major Robert Beverley and His Descendants (Continued)". The Virginia Magazine of History and Biography. Richmond, Virginia: Virginia Historical Society. 3 (3): 261–271. JSTOR 4241889.
- Virginia Historic Landmarks Commission (1969). National Register of Historic Places Registration Form: Blandfield (PDF). United States Department of the Interior, National Park Service. Archived from the original (PDF) on October 6, 2015. Retrieved October 5, 2015.
- Virginia Historic Landmarks Commission (January 1972). National Register of Historic Places Registration Form: Trinity Episcopal Church (PDF). United States Department of the Interior, National Park Service. Archived from the original (PDF) on October 6, 2015. Retrieved October 5, 2015.
- Virginia Historical Society (October 1928). "Robert Beverley, the Historian of Virginia". The Virginia Magazine of History and Biography. Richmond, Virginia: Virginia Historical Society. 36 (4): 333–344. JSTOR 4244228.
- Waddell, Jos. A. (January 1901). "Militia Companies in Augusta County, in 1742". The Virginia Magazine of History and Biography. Richmond, Virginia: Virginia Historical Society. 8 (3): 278–283. JSTOR 4242356.
- William and Mary Quarterly (2006). Genealogies of Virginia Families from the William and Mary College Quarterly. Baltimore: Clearfield Company, Inc. , by Genealogical Publishing Company, Inc. ISBN 978-0-8063-0955-2. OCLC 79476264. Archived from the original on 2016-04-06 – via Google Books.
- Wise, Jennings Cropper (1918). Col. John Wise of England and Virginia (1617–1695): His Ancestors and Descendants. Richmond, Virginia: Bell Books and Stationery Company. OCLC 5094827 – via Internet Archive.